# Эскюде, Николя
Николя Жан-Кристоф Эскюде (фр. Nicolas Jean-Christophe Escudé; род. 3 апреля 1976, Шартр) — французский теннисист. Начал профессиональную карьеру в 1995 году, закончил — в 2006 году. Выиграл четыре титула в одиночном разряде и два титула парном разряде. Наивысшее достижение в турнирах Большого шлема — выход в полуфинал на Открытом чемпионате Австралии в 1998 году. Победитель Кубка Дэвиса-2001.

## Спортивная карьера
Лучше всего Эскюде помнят в связи с 2001 годом, когда он в четвёртом круге Уимблдона в пяти сетах одолел австралийца Ллейтона Хьюитта (в четвертьфинале Эскюде проиграл американцу Андре Агасси), а в декабре в финале Кубка Дэвиса против Австралии в гостях на траве снова в пяти сетах одолел Ллейтона Хьюитта, который в то время был уже первой ракеткой мира, а в решающем матче одолел Уэйна Артурса в четырёх сетах, завоевав для своей сборной победное очко – 3-2.
Николя достиг своего наивысшего рейтинга в карьере 26 июня 2000 года, когда он стал номером 17 в мире. Он природный левша, кто обучался с ребёнком играть правой рукой, но делает все остальное левша. Эскюде был один из редких игроков в современном теннисе, предпочитающих стиль «подача — выход к сетке». При первой возможности Николя шёл к сетке, где пытался слёта завершить розыгрыш в свою пользу. 
В 2006 году Николя объявил о своем уходе из спорта из-за постоянной травмы плеча, из-за которой в последние годы приходилось играть очень редко. В 2008—2012 годах был капитаном сборной Франции в Кубке Федерации. 

## Финалы турниров ATP

### Одиночный разряд (6)

#### Победы (4)
| Легенда(Одиночный разряд)          |
| Турниры Большого шлема (0)         |
| Кубок Мастерс / финал АТР-тура (0) |
| ATP Мастерс / ATP Мастерс 1000 (0) |
| АТР International/ АТР 250 (2)     |
| ATP Tour (2)                       |

| №  | Дата        | Турнир                | Покрытие | Соперник в финале | Счёт в финале |
| 1. | 27 сен 1999 | Тулуза, Франция       | Hard (i) | Даниэль Вацек     | 7–5 6–1       |
| 2. | 19 фев 2001 | Роттердам, Нидерланды | Хард (i) | Роджер Федерер    | 7–5 3–6 7–65  |
| 3. | 18 фев 2002 | Роттердам, Нидерланды | Хард (i) | Тим Хенмен        | 3–6 7–67 6–4  |
| 4. | 5 янв 2004  | Доха, Катар           | Хард     | Иван Любичич      | 6–3 7–64      |

#### Поражения (2)
| №  | Дата         | Турнир                  | Покрытие | Соперник в финале | Счёт         |
| 1. | 19 июня 2000 | Хертогенбос, Нидерланды | Трава    | Патрик Рафтер     | 6–1 6–3      |
| 2. | 11 июня 2002 | Марсель, Франция        | Хард (i) | Томас Энквист     | 6–74 6–3 6–1 |

### Парный разряд (2)

#### Победы (2)
| Легенда (парный разряд)            |
| Турниры Большого шлема (0)         |
| Кубок Мастерс / финал АТР-тура (0) |
| ATP Мастерс / ATP Мастерс 1000 (1) |
| ATP Tour (1)                       |

| №  | Дата        | Турнир           | Покрытие | Партнер        | Соперники в финале            | Счёт в финале |
| 1. | 11 фев 2002 | Марсель, Франция | Хард (i) | Арно Клеман    | Жюльен Бутте Макс Мирный      | 6–4 6–3       |
| 2. | 28 окт 2002 | Paris, Франция   | Хард (i) | Фабрис Санторо | Густаво Куэртен Седрик Пьолин | 6–3 7–66      |

## Выступления на турнирах Большого Шлема в одиночном разряде
| Tурнир                        | 1992  | 1993  | 1994  | 1995  | 1996  | 1997  | 1998  | 1999  | 2000  | 2001  | 2002  | 2003  | 2004  | Career SR |
| ----------------------------- | ----- | ----- | ----- | ----- | ----- | ----- | ----- | ----- | ----- | ----- | ----- | ----- | ----- | --------- |
| турниры Большого Шлема        |       |       |       |       |       |       |       |       |       |       |       |       |       |           |
| Australian Open               | A     | A     | A     | A     | A     | A     | ПФ    | A     | 4R    | 2R    | 3R    | 3R    | 3R    | 0 / 6     |
| Роллан Гаррос                 | A     | 1R    | A     | A     | A     | 3R    | 2R    | 2R    | 1R    | 1R    | 1R    | 1R    | 4R    | 0 / 9     |
| Уимблдон                      | A     | A     | A     | A     | A     | A     | 2R    | A     | 2R    | ЧФ    | 3R    | 2R    | A     | 0 / 5     |
| US Open                       | A     | A     | A     | A     | A     | 2R    | 1R    | ЧФ    | A     | 2R    | A     | A     | A     | 0 / 4     |
| SR на турнирах Большого Шлема | 0 / 0 | 0 / 1 | 0 / 0 | 0 / 0 | 0 / 0 | 0 / 2 | 0 / 4 | 0 / 2 | 0 / 3 | 0 / 4 | 0 / 3 | 0 / 3 | 0 / 2 | 0 / 24    |
| Рейтинг в конце года          | 875   | 670   | 646   | 189   | 413   | 93    | 37    | 40    | 48    | 27    | 34    | 114   | 64    | N/A       |

A = не участвовал на турнире

## Личная жизнь
Отец — Поль Эскюде (1950—1998, футболист), брат — Жюльен Эскюде (род. 1979, футболист).